# Черкасов Віктор Гаврилович
Віктор Гаврилович Черкасов (5 січня 1953, Кіровоград — 20 вересня 2020, Київ) — український анатом, доктор медичних наук (1990), професор (1992), заслужений діяч науки і техніки України (2009), завідувач кафедри описової та клінічної анатомії (2004—2020), начальник науково-дослідного сектора (2003—2008), декан медичного факультету № 1 (2008—2013) Національного медичного університету імені О. О. Богомольця.

## Життєпис
Народився 5 січня 1953 року у Кіровограді. Медичну освіту здобув у Київському медичному інституті, закінчивши лікувальний факультет у 1976 році з відзнакою. У тому ж році вступив до аспірантури на кафедру анатомії і 44 роки присвятив науці анатомії людини (нині кафедра описової та клінічної анатомії) в Національному медичному університеті імені О. О. Богомольця. Пройшов шлях від аспіранта (1976 р.), асистента (1979 р.), старшого викладача, доцента, професора (1992 р.) до завідувача кафедри (2004—2020 рр.).
З 2008 по 2013 рік  був деканом медичного факультету № 1. Успішно працював начальником науково-дослідного сектору Університету (2003—2008 рр.)
З 1992 року був віце-президентом Наукового товариства анатомів, гістологів, ембріологів та топографоанатомів України, членом Вченої ради МОЗ України та членом Наукової громадської ради при ДАК України.

Могила Віктора Черкасова та його сина, Байкове кладовище

Був учнем видатного науковця член-кореспондента НАПН України, професора Івана Бобрика.
Син — науковець-патологоанатом, доктор медичних наук Ельдар Черкасов (1979—2021).
Помер на 68-му році життя 20 вересня 2020 року. Похований разом з сином на Байковому кладовищі (ділянка № 33, 50°25′2.85″ пн. ш. 30°30′8.41″ сх. д. / 50.4174583° пн. ш. 30.5023361° сх. д.).

## Наукова діяльність
Наукові дослідження: ультраструктурні аспекти розвитку кровоносних і лімфатичних судин; експериментальне моделювання патологічних процесів, історія морфології, методичні засади викладання анатомії людини.
Кандидатська дисертація на тему: «Гемомікроциркуляторне русло тимуса людини пренатальному періоді морфогенезу» (1980).
Тема докторської дисертації: «Мікроциркуляторне русло органів імунної системы людини в пренатальному періоді онтогенезу» (1990).
Серед біля 400 наукових праць 9 монографій, 15 навчальних посібників, 10 підручників, 3 атласи. Один із підручників з анатомії, який видається трьома мовами та досі перевидається, став базовим для студентів та фахівців галузі. На його науковий доробок зареєстровано 14 патентів та авторських свідоцтв.
Підготував 6 докторів та 11 кандидатів медичних наук.
Його учні сьогодні очолюють кафедри закладів вищої освіти.
Обіймав провідні керівні та соціально активні посади: секретар, член та голова спеціалізованої вченої ради при НМУ імені О. О. Богомольця; член спеціалізованої вченої ради при Вінницькому НМУ ім. М. І. Пирогова; Академік Міжнародної академії інтегративної анатомії (МАІА); Віце-президент наукового товариства АГЕТ України (1992—2020); Голова Експертної проблемної комісії МОЗ та НАМН України «Морфологія людини» (2010—2020); редактор фахового журналу «Вісник морфології»; член редакційних колегій фахових видань України.

## Науковий доробок
Основні книги, монографії, підручники, навчальні посібники, методичні матеріали
- Сканирующая электронная микроскопия коррозионных анатомических препаратов: метод. рек. / И. И. Бобрик, В. Г. Черкасов, Е. А. Шевченко [и др] ; М-во здравоохранения УССР. — Киев, 1986. — 16 с.
- Развитие кровеносных и лимфатических сосудов: монография / И. И. Бобрик, Е. А. Шевченко, В. Г. Черкасов. — Киев: Здоровье, 1991. — 208 с.
- Мікроциркуляторне русло шкіри в зв'язку зі становленням її структури в нормі і при злоякісних лімфомах шкіри: [монографія] / О. В. Буянова, В. Г. Коляденко, В. Г. Черкасов. — Івано-Франківськ: ЛІК, 1998. — 307 с.
- Сучасні аспекти функціональної анатомії центральної нервової системи: навч.-метод. посіб. для вищ. мед. навч. закл. ІІІ-IV рівнів акредитації / І. І. Бобрик, В. Г. Черкасов ; М-во охорони здоров'я України, Нац. мед. ун-т імені О. О. Богомольця. — Київ: [б. в.], 2001. — 152 с. : іл. — Бібліогр.: с. 115.
- Функціональна анатомія центральної нервової системи: навч. посіб. для студентів та викладачів мед.-психол. фак. / І. І. Бобрик, В. Г. Черкасов ; М-во освіти і науки України, Академія пед. наук України, Нац. мед. ун-т імені О. О. Богомольця [та ін.]. — Київ: [б. в.], 2002. — 180 с. : іл.
- Органи чуття: (огляд структури та функції): монографія / В. Г. Черкасов ; авт. передм. І. І. Бобрик. — Київ: МЕГА, 2003. — 212 с. : іл. — Бібліогр.: с. 209—210.
- Особливості функціональної анатомії дитячого віку: навч.-метод. посіб. / І. І. Бобрик, В. Г. Черкасов. — Київ: [б. в.], 2002. — 116 с. : іл. — Бібліогр.: с. 115.
- Функціональна анатомія периферійної нервової системи: навч. посіб. для студентів вищ. навч. закл. / В. Г. Черкасов ; Нац. мед. ун-т імені О. О. Богомольця. — Київ: [б. в.], 2005. — 136 с. : іл.
- Анатомія людини. У 3 т. Т. 1 : підручник для студентів вищ. мед. навч. закл. IV рівня акредитації / А. С. Головацький, В. Г. Черкасов, М. Р. Сапін, Я. І. Федонюк ; за ред. А. С. Головацького, В. Г. Черкасова. — Вінниця: Нова Кн., 2006. — 368 с.
- Нейроанатомічні основи психічної діяльності та поведінки людини: навч. посіб. / В. Ф. Москаленко, В. Г. Черкасов ; М-во охорони здоров'я України, Нац. мед. ун-т імені О. О. Богомольця. — Вінниця: Нова Кн., 2006. — 112 с. : рис. — Бібліогр.: с. 106—107.
- Анатомія людини. У 3 т. Т. 2 : підручник для студентів вищ. мед. навч. закл. IV рівня акредитації / А. С. Головацький, В. Г. Черкасов, М. Р. Сапін, А. І. Парахін ; за ред. В. Г. Черкасова, А. С. Головацького. — Вінниця: Нова Кн., 2007. — 456 с. : іл.
- Наукова діяльність Національного медичного університету імені О. О. Богомольця 2002—2006 рр. У 2 т. Т. 1 : Наукові видання. Винахідницька діяльність / В. Г. Коляденко, В. Г. Черкасов, М. Ю. Антоненко ; ред. В. Ф. Москаленко ; М-во охорони здоров'я України, Нац. мед. ун-т імені О. О. Богомольця. — Київ: Книга плюс, 2007. — 132 с. : іл.
- Наукова діяльність національного медичного університету імені О. О. Богомольця : 2002—2006 рр. У 2 т. Т. 2 : Підготовка та атестація науково-педагогічних кадрів. Спеціалізовані ради / В. Г. Коляденко, В. Г. Черкасов, М. Ю. Антоненко, Л. О. Петровська ; за ред. В. Ф. Москаленко ; Нац. мед. ун-т імені О. О. Богомольця. — Київ: Книга плюс, 2007. — 420 с.
- Структура органів імунної системи після дії малих доз іонізуючого випромінювання: монографія / А. П. Мотуляк, В. Г. Черкасов [та ін.] ; М-во охорони здоров'я України [та ін.]. — Івано-Франківськ: СПД Семко Я. Ю., 2008. — 208 с.
- Анатомія людини (контроль за самостійною підготовкою до практичних занять): навч. посіб. / В. Г. Черкасов, І. В. Дзевульська, О. І. Ковальчук. — Київ: НоваПак МСД, 2009. — 174 с.
- Анатомія людини. У 3 т. Т. 3 : підручник для студентів вищ. мед. навч. закл. IV рівня акредитації / А. С. Головацький, В. Г. Черкасов, М. Р. Сапін, А. І. Парахін ; за ред. В. Г. Черкасова, А. С. Головацького. — Вінниця: Нова Кн., 2009. — 376 с.
- Міжнародна анатомічна термінологія (латинські, українські, російські та англійські еквіваленти): навч. посіб. / В. Г. Черкасов, І. І. Бобрик, Ю. Й. Гумінський, О. І. Ковальчук ; ред. В. Г. Черкасова ; Нац. мед. ун-т імені О. О. Богомольця. — Вінниця: Нова Кн., 2010. — 392 с. — Алф. покажч.: с. 284—391.
- Анатомічний атлас людини / Фредерік Мартіні ; за ред. В. Г. Черкасова ; пер. з 8-го англ. вид. — Київ: Медицина, 2011. — 128 с.
- Анатомія людини: підручник / В. Г. Черкасов, Т. В. Хмара, Б. Г. Макар, Д. В. Проняєв. — Чернівці: Мед. ун-т, 2012. — 461 с. : табл., іл.– Бібліогр.: с. 460—461.
- Історія анатомії (хронологія розвитку та видатні анатоми): навч.-метод. посіб. для студентів вищ. навч. закл. III—IV рівнів акредитації / В. Г. Черкасов, Ю. Й. Гумінський, Е. В. Черкасов, В. С. Школьніков. — Луганськ: [б. в.], 2012. — 146 с. : іл. — Бібліогр.: с. 146.
- Анатомия человека: учеб. пособие для студентов высш. мед. учеб. заведений IV уровня аккредитации / В. Г. Черкасов, С. Ю. Кравчук ; Нац. мед. ун-т имени О. О. Богомольца, Буковин. гос. мед. ун-т. — Винница: Нова Кн., 2014. — 582 с. : ил.
- Атлас спинного мозку людини (пренатальний період онтогенезу) / В. С. Школьніков, В. Г. Черкасов, Ю. Й. Гумінський. — Вінниця: Нілан-ЛТД, 2017. — 178 с. : іл. — Бібліогр.: с. 177—178.
- Human Anatomy: textbook for students of higher medical institutions / V. G. Cherkasov, I. Ye. Herasymiuk, A. S. Holovatskyi, O. I. Kovalchuk [et al.] ; Bogomolets National Medical University. — Vinnytsia: Nova Knyha, 2018. — 464 p. : il. — Bibliogr.: p. 457—458.
- Анатомія людини: [підручник] / [Ю. Я. Кривко та ін.] ; за ред. проф. Ю. Я. Кривка, проф. В. Г. Черкасова. — Вінниця: Нова Кн., 2020. — 447 с. : рис.
- Human Аnatomy: [посібник] / В. Г. Черкасов, С. Ю. Кравчук, Л. Р. Матешук-Вацеба [та ін.]. — Vinnytsia: Nova Knyha, 2020. — 656 p.

## Звання і нагороди
За вагомий внесок у розвиток охорони здоров'я та високий професіоналізм Указом Президента України був нагороджений орденом «За заслуги» ІІІ ступеня (2006).
«Заслужений діяч науки і техніки України» (2009);
У 2010 році за наукове дослідження останків саркофагу Київського князя Ярослава Мудрого у Софійському Соборі професора В. Г. Черкасова було нагороджено Почесною грамотою Національного заповідника «Софія Київська»;
У 2019 році нагороджений «Золотою медаллю В. О. Беца» Наукового товариства анатомів, гістологів та топографоанатомів України.